# The Daily Beast
The Daily Beast est un site web d'information américain créé en 2008 et appartenant au groupe IAC. Le site a été fondé par la journaliste Tina Brown, ancienne journaliste du New Yorker et de Vanity Fair, qui en est aujourd'hui la rédactrice en chef. The Daily Beast publie ses propres articles, mais agrège également le contenu d'autres sites d'information.
Le nom du site fait référence au nom du journal dans le roman d'Evelyn Waugh intitulé Sensation !, publié en 1938, dans lequel l'écrivain dénonçait les dérives du journalisme et les méthodes de désinformation de la presse de son époque.

## Ligne éditoriale
Dans une interview en 2015, l'ancien rédacteur en chef John Avlon a décrit l'approche éditoriale de The Daily Beast : « Nous recherchons des scoops, des scandales et des histoires sur des mondes secrets ; nous adorons affronter les intimidateurs, les fanatiques et les hypocrites ». En 2018, Avlon a décrit la « zone de frappe » du site comme « la politique, la culture pop et le pouvoir ».

## Controverses
Le 15 août 2016, James Kirchick publie dans le Daily Beast une liste de personnalités qu'il qualifie d'« idiots utiles » et qui, selon lui, soutiennent la candidature de Donald Trump à la présidence des États-Unis. Après vérification d'autres journaux[Lesquels ?], il apparaît qu'aucune des personnalités mentionnées dans l'article ne soutenait Donald Trump, à l'exception d'une seule. James Kirchick est décrit comme un « néoconservateur soutenant Clinton ».